# NGC 2442
NGC 2442, ou la galaxie du Crochet de Boucher ou du Cobra et de la Souris, est une vaste galaxie spirale intermédiaire située dans la constellation du Poisson volant. NGC 2442 a été découverte par l'astronome britannique John Herschel en 1834. Herschel a inscrit deux fois cette galaxie la même nuit, ce qui explique l'autre inscription (NGC 2443) au catalogue de John Dreyer. Il se pourrait que Herschel ait observé la partie sud et la partie nord de NGC 2442 et qu'il ait conclu qu'il s'agissait de deux galaxies.

## Caractéristiques
La classe de luminosité de NGC 2442 est II-III et elle présente une large raie HI. C'est aussi une galaxie LINER, c'est-à-dire une galaxie dont le noyau présente un spectre d'émission caractérisé par de larges raies d'atomes faiblement ionisés.
En raison d'une brillance de surface égale à 14,09 mag/am2, on peut qualifier NGC 2442 de galaxie à faible brillance de surface (LSB en anglais pour low surface brightness). Les galaxies LSB sont des galaxies diffuses (D) avec une brillance de surface inférieure de moins d'une magnitude à celle du ciel nocturne ambiant.

### Distance
Sa vitesse par rapport au fond diffus cosmologique est de 1 584 ± 10 km/s, ce qui correspond à une distance de Hubble de 23,4 ± 1,6 Mpc (∼76,3 millions d'al).
À ce jour, sept mesures non basées sur le décalage vers le rouge (redshift) donnent une distance de 21,014 ± 2,069 Mpc (∼68,5 millions d'al), ce qui est à l'intérieur des valeurs de la distance de Hubble.

### Luminosité dans l'infrarouge
La luminosité de la galaxie NGC 2442 dans l'infrarouge lointain (de 40 à 400 µm)  est égale à 1,66 × 1010 {\displaystyle L_{\odot }} (1011,21{\displaystyle L_{\odot }}) et sa luminosité totale dans l'infrarouge (de 8 à 1 000 µm) est de 2,00 × 1010 {\displaystyle L_{\odot }} (1010,30{\displaystyle L_{\odot }}).

## Morphologie

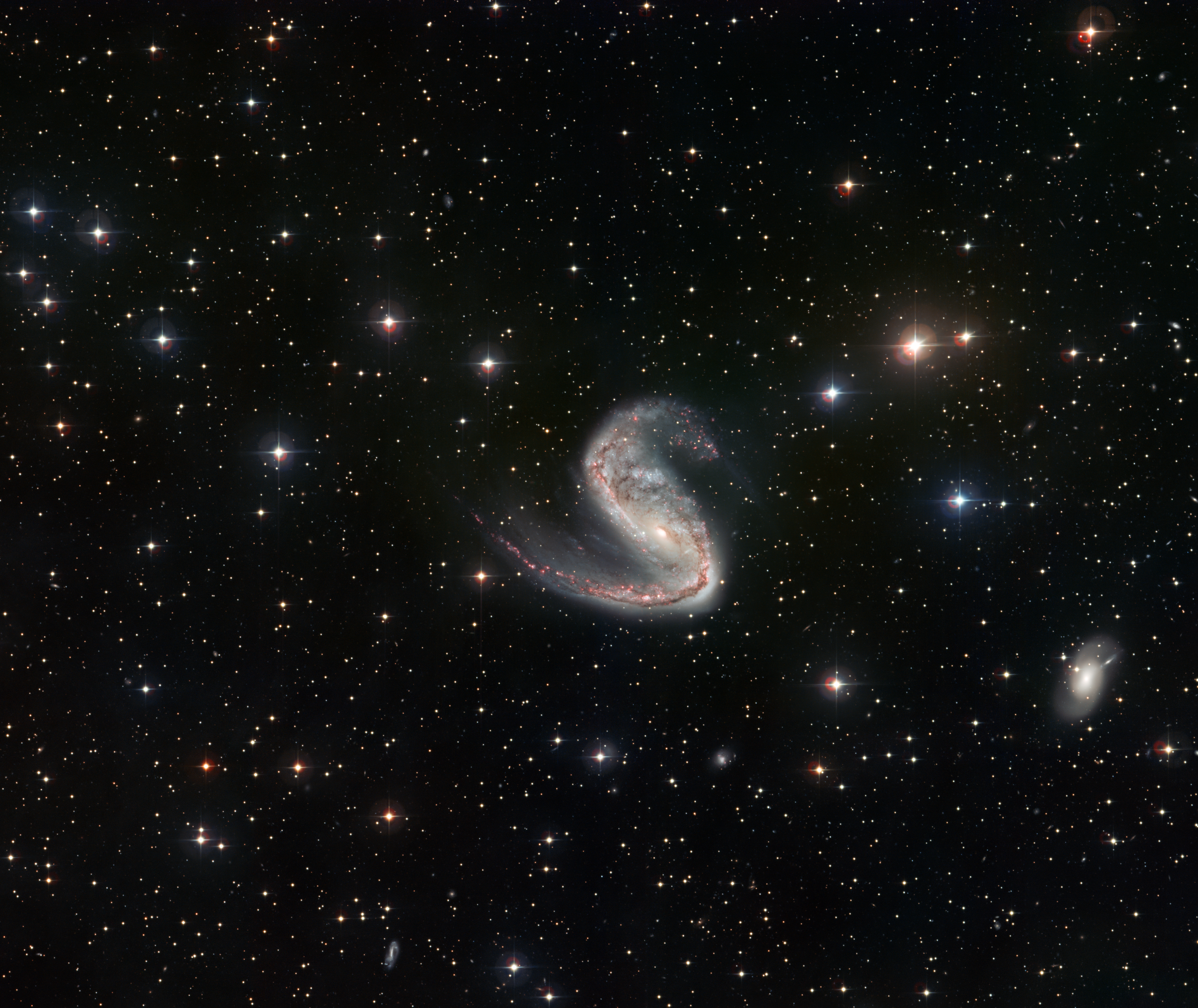
Photo captée par l'imageur WFI (Wide Field Imager) du télescope de 2,2 m de l'observatoire de La Silla (ESO).

NGC 2442 a été utilisée par Gérard de Vaucouleurs comme une galaxie de type morphologique SAB(s)bc pec dans son atlas des galaxies,.
Eskridge, Frogel et Pogge ont publié un article en 2002 décrivant la morphologie de 205 galaxies spirales ou lenticulaires rapprochées. Les observations ont été réalisées dans la bande H de l'infrarouge et dans la bande B (le bleu). Selon Eskridge et ses collègues, NGC 2442 est de type SBc dans la bande B et SBbc dans la bande H. La source nucléaire de NGC 2442 est ponctuelle et brillante. Elle est encastrée dans un petit bulbe très elliptique. Les isophotes du bulbe externe deviennent carrés, en fait rhomboïdaux. Des bras spiraux émergent des coins obtus du losange.  Les bras spiraux sont riches en nœuds de formation d'étoiles. Dans la bande H, les bras de poussière sont toujours visibles. Les bras sont asymétriques. Le bras nord émergeant du coin oriental est presque droit sur une certaine distance, puis il bifurque et tourne brusquement vers l'ouest avec un angle de courbure d'environ 120°. Le bras sud est droit et présente une crête centrale étroite qui s'étend davantage. Il courbe ensuite brusquement vers l'est à un angle d'environ 150°, puis il devient large et assez diffus. À une faible brillance de surface, il semble se courber entièrement sur lui-même.   
NGC 2442 est aussi surnommé la galaxie du crochet de boucherie en raison de son apparence fortement asymétrique. Un de ses bras spiraux est étroitement replié sur lui-même, tandis que l'autre se déploie loin du bulbe. Cette déformation provient fort probablement de la rencontre avec une autre galaxie, mais on ne sait pas de façon certaine de quelle galaxie il s'agit.
On a aussi découvert un nuage de gaz dépourvu d'étoiles associé à cette galaxie (HIPASS J0731-69). Il est probable que ce nuage ait été arraché à NGC 2442 par cette même rencontre.

### Formation d'étoiles dans NGC 2442
NGC 2442 n'est pas qualifié de galaxie à sursaut de formation d'étoiles, mais on observe le long de ses bras spiraux de nombreuses nébuleuses rosâtres, des régions d'hydrogène gazeux ionisé par le rayonnement énergétique de jeunes étoiles. On pense que la formation de ces jeunes étoiles origine de l'interaction gravitationnelle avec une autre galaxie. La distorsion de NGC 2442 provient probablement de cette rencontre. La galaxie PGC 21457 est une candidate potentielle pour cette rencontre, car elle se trouve à environ 2 millions d'années-lumière plus loin.

## Supernova de NGC 2442

### SN 1999ga

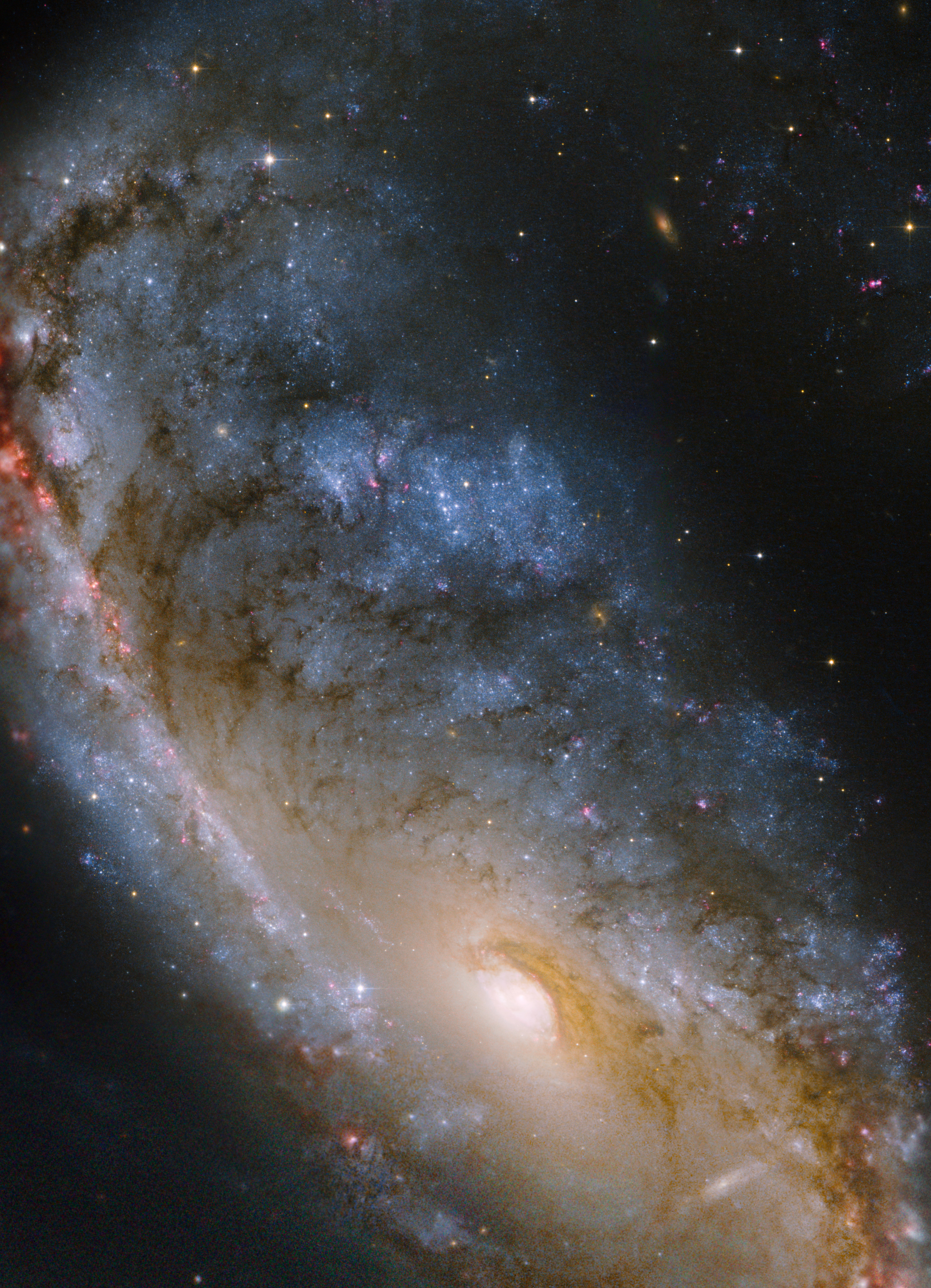
Ce gros plan de NGC 2442 capté par le télescope spatial Hubble.

La photo prise par le télescope spatial Hubble se concentre sur le bulbe et le plus compact des bras spiraux de la galaxie. C'est dans ce bras qu'une étoile massive a explosé en 1999. Cette supernova (SN 1999ga) a été découverte le 19 novembre 1999 à l'observatoire de Perth.
Cette supernova est une supernova à effondrement de cœur et il se pourrait qu'elle soit de type II-L. La courbe de décroissance lumineuse de ce type de supernova est presque linéaire (la lettre L), alors que celle de type II-P présente un plateau où la luminosité est presque constante. On pense qu'une étoile massive qui produit une supernova linéaire (type II-L) a perdu pendant son évolution son enveloppe d'hydrogène. On connait mal ce type de supernova, car on en découvre peu. C'est peut-être parce qu'elles sont intrinsèquement rares ou c'est dû à la décroissance rapide de leur luminosité qui les rend difficiles à détecter.

### SN 2015F
Cette supernova thermonucléaire de type la a été découverte par le Sud-africain Berto Monard le 31 mars 2015. L'intensité lumineuse de la supernova était suffisante pour qu'on puisse l'observer avec un petit télescope, mais ce qui en reste n'est maintenant visible que dans les gros télescopes.

## Groupe de NGC 2442
Selon le site « Un Atlas de l'Univers » de Richard Powell, NGC 2442 est le principal membre d'un petit groupe de galaxies qui porte son nom. Le groupe de NGC 2442 comprend les galaxies NGC 2397 et NGC 2434 et NGC 2442. Ce groupe est aussi mentionné dans un article d'A.M. Garcia publié en 1993, mais ce dernier lui ajoute la galaxie PGC 20690.